# Le Vent du Nord (film)
Pour le groupe de musique québécois, voir Le Vent du Nord.
Pour plus de détails, voir Fiche technique et Distribution.
Le Vent du Nord (Северный ветер) est un film dramatique de fantasy russe réalisé par Renata Litvinova, sorti en 2021.

## Synopsis
Dans le pays des Champs du Nord, tout est harmonieux sous le règne d'un clan de femmes. Elles bénéficient de tout, mais tout d'un coup le chaos commence.

## Fiche technique
Sauf indication contraire, les informations mentionnées dans cette section peuvent être confirmées par la base de données cinématographiques IMDb,  présente dans la section « Liens externes ».
- Titre français : Le Vent du Nord[3]
- Titre original : Северный ветер, Severnyy veter
- Réalisatrice : Renata Litvinova
- Scénario : Renata Litvinova d'après sa pièce homonyme
- Photographie : Oleg Loukitchev (ru)
- Décors : Nina Vassenina
- Musique : Zemfira
- Montage : Renata Litvinova, Sergueï Ivanov
- Société de production : Fond Zapredelye
- Pays de production :  Russie
- Langue de tournage : russe
- Format : Couleurs
- Durée : 122 minutes (2h02)
- Genre : Drame, conte
- Dates de sortie :
  - Pays-Bas : 3 février 2021 (Festival international du film de Rotterdam)
  - Russie : 11 février 2021

## Distribution
- Renata Litvinova : Margarita
- Anton Chaguine : Benedikt
- Sofia Ernst : Faïna
- Galina Tioulina (ru) : Lotta
- Tatiana Piletskaïa (ru) : Alissa
- Svetlana Khodtchenkova : Matilda
- Nikita Koukouchkine (ru) : Professeur Jgoutik